# Jocurile Olimpice de iarnă din 2026
A XXV-a ediție a Jocurilor Olimpice este un eveniment multi-sportiv internațional major ce va avea loc în perioada 6-22 februarie 2026 în orașele italiene Milano și Cortina d'Ampezzo.